# TEP150

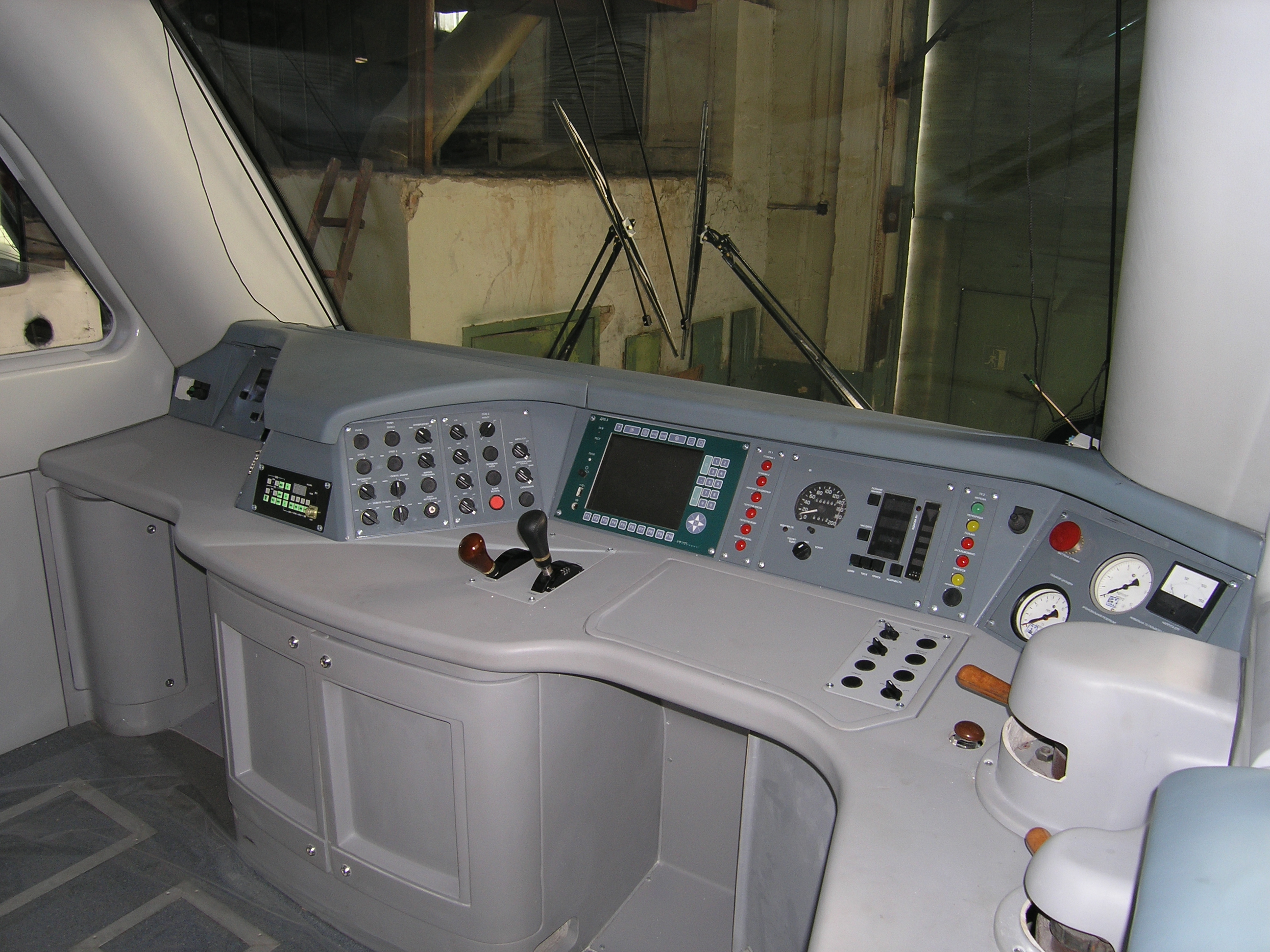
vezetőállás

A TEP150 sorozat egy ukrán Co'Co' tengelyelrendezésű személyvonati dízelmozdonysorozat, melyet az ukrán Luhanszkteplovoz mozdonygyár gyárt. A mozdony dízelmotorja egy generátort hajt, mely a forgóvázba épített villamos motorokat táplálja. Ez az elrendezés hasonlít a MÁV M63 mozdonynál is alkalmazotthoz. Ez idáig négy darabot gyártottak a típusból. Az első példány 2005-ben készült el, majd 2008-ban további három darabot építettek. Mindegyik Ukrajnában, a Déli Vasút vonalain üzemel. A kremencsuki TCS–6 fűtőház állományába tartoznak.